# Megaciclita
La megaciclita és un mineral de la classe dels silicats. El nom prové del grec per "gran" i "cíclic", en al·lusió a l'estructura de grups grans i anellosos, constituïts per tetraedres 18Si04.

## Característiques
La megaciclita és un silicat de fórmula química Na₈KSi9O18(OH)9·19H₂O. Cristal·litza en el sistema monoclínic. La seva duresa a l'escala de Mohs és 2. Segons la classificació de Nickel-Strunz, la megacyclita pertany a «09.CP - Ciclosilicats amb enllaços de 12 i enllaços més grans» juntament amb la traskita.
L'exemplar que va servir per a determinar l'espècie, el que es coneix com a material tipus, es troba conservat a les col·leccions del Museu Mineralògic Fersmann, de l'Acadèmia de Ciències de Rússia, a Moscou (Rússia), amb el número de registre: p733/2.

## Formació i jaciments
Va ser descoberta al mont Rasvumtxorr, situat al massís de Khibini, dins l'óblast de Múrmansk (Rússia). També ha estat descrita al mont Kedykverpakhk, al proper districte de Lovozero, també a l'óblast de Múrmansk. Aquests dos indrets són els únics de tot el planeta on ha estat descrita aquesta espècie mineral.